# Jean-Guy Gautier
Jean-Guy Gautier (ur. 30 grudnia 1875 w Jarnac, zm. 23 października 1938 w Cognac) – francuski rugbysta, olimpijczyk, zdobywca złotego medalu w turnieju rugby union na Letnich Igrzyskach Olimpijskich w 1900 roku w Paryżu, mistrz Francji w 1896 i 1901 roku; lekkoatleta, sześciokrotny mistrz kraju.
Pracował jako broker ubezpieczeniowy.

## Rugby union
W trakcie kariery sportowej reprezentował kluby Olympique, Stade Français, Stade bordelais oraz US Cognac Rugby. Z Olympique dwukrotnie gościł w finale mistrzostw Francji – przegrywając w 1895 i wygrywając rok później, po raz drugi mistrzem kraju został natomiast w 1901 ze Stade Français.
Ze złożoną z paryskich zawodników reprezentacją Francji zagrał w turnieju rugby union na Letnich Igrzyskach Olimpijskich 1900. Wystąpił w obu meczach tych zawodów, w których Francuzi pokonali 14 października Niemców 27–17, a dwa tygodnie później Brytyjczyków 27–8. Wygrywając oba pojedynki Francuzi zwyciężyli w turnieju zdobywając tym samym złote medale igrzysk.

## Lekkoatletyka
Jako lekkoatleta w barwach Racing Club de France i Olympique czterokrotnie triumfował w mistrzostwach kraju w biegu na 100 metrów (1893, 1894, 1895, 1897), w roku 1894 wygrywając dodatkowo bieg na 400 metrów oraz skok w dal, dwukrotnie zdobył też srebro. Kilkukrotnie ustanawiał też rekordy Francji.